# Nymphon unguiculatum
Nymphon unguiculatum är en havsspindelart som beskrevs av Hodgson, T.V. 1914. Nymphon unguiculatum ingår i släktet Nymphon och familjen Nymphonidae. Inga underarter finns listade i Catalogue of Life.